# Михиринці
Михири́нці — село в Україні, у Теофіпольській селищній громаді Хмельницького району Хмельницької області. Населення становить 177 дворів де проживає 508 осіб. До 2020 орган місцевого самоврядування — Михиринецька сільська рада. 
Біля села розташований Михиринецький заказник.

## Історія
Вперше, село під назвою Михиринці згадано 1548 (1545) року в описі Кременецького замку, як маєток князя К. І. Заславського. У той час село відносилося до Кузьминської волості Кременецького повіту. Михиринці були засновані на території володінь поміщиків Чолганських. Пізніше Синюти, які судилися за право володіти цими землями з князями Острозькимми.
У 1593 році Михиринці знищили Кримські татари. 
1601 року Возні доповівдали Луцькому- Броцькому суду, що село порожнє, людей в ньому немає. Через 30 років налічувалось лише 8 хат (дворів), поміщики заселяли Михиринці кріпаками з інших маєтків. 
В 1775 році в Михиринцях налічувалось вже 88 хат.
7 (20) листопада 1917 року, відповідно до.Третього Універсалу Української Центральної Ради, увійшло до складу Української Народної Республіки.
12 червня 2020 року, відповідно до розпорядження Кабінету Міністрів України № 727-р «Про визначення адміністративних центрів та затвердження територій територіальних громад Хмельницької області», увійшло до складу Теофіпольської селищної громади.
19 липня 2020 року, в результаті адміністративно-територіальної реформи та ліквідації Теофіпольського району, село увійшло до складу Хмельницького району.
16 лютого 2024 року селі Михиринці парафія церкви Святого Михайла перейшла з Московського патріархату в Православну Церкву України.

## Відомі люди
- Гаєвський Степан Юхимович - український літературознавець, педагог, церковний діяч. Дійсний член НТШ, Української вільної академії наук.